# جوناثان هازن
جوناثان هازن هو لاعب هوكي الجليد كندي، ولد في 18 يونيو 1990 في مدينة كيبك في كندا.

## وصلات خارجية
- جوناثان هازن على موقع دوري الهوكي الوطني (الإنجليزية)
- جوناثان هازن على موقع EliteProspects.com (الإنجليزية)
- جوناثان هازن على موقع HockeyDB.com (الإنجليزية)